# Acer mairei
Acer mairei é uma espécie de árvore do gênero Acer, pertencente à família Aceraceae.